# Cheshmeh Sangīn (ort i Kermanshah)
Cheshmeh Sangīn (persiska: چشمه سنگین, Cheshmeh-ye Sangī-ye Rūtvand) är en ort i Iran.   Den ligger i provinsen Kermanshah, i den västra delen av landet, 500 km väster om huvudstaden Teheran. Cheshmeh Sangīn ligger 1 267 meter över havet och antalet invånare är 114.
Terrängen runt Cheshmeh Sangīn är huvudsakligen kuperad, men norrut är den bergig.Runt Cheshmeh Sangīn är det ganska tätbefolkat, med 54 invånare per kvadratkilometer. Närmaste större samhälle är Zarneh, 8,9 km sydväst om Cheshmeh Sangīn. Omgivningarna runt Cheshmeh Sangīn är i huvudsak ett öppet busklandskap.